# (33169) 1998 EU10
1998 EU10 (asteroide 33169) é um asteroide da cintura principal. Possui uma excentricidade de 0.06620730 e uma inclinação de 12.37057º.
Este asteroide foi descoberto no dia 1 de março de 1998 por Eric Walter Elst em La Silla.